# .coop
.coop es un dominio de Internet patrocinado de primer nivel aprobado por la ICANN (Internet Corporation for Assigned Names and Numbers).
El dominio .coop se creó para la utilización de las sociedades cooperativas que se adscriben a los principios cooperativos de la Alianza Cooperativa Internacional y lo patrocina DotCooperation LLC (dotCoop o puntoCoop), subsidiaria de National Cooperative Business Association (NCBA), una asociación estadounidense de cooperativas.
Los titulares de dominios .coop son añadidos automáticamente a un directorio de cooperativas y reciben un boletín informativo periódicamente. Los registros son llevados a través de Agentes Registradores acreditados ante ICANN o sus revendedores.